# Walter Conz
Walter Conz (né le 27 juillet 1872 à Stuttgart, mort le 13 mai 1947 à Überlingen) est un peintre allemand.

## Biographie
Walter Conz, fils de Gustav Conz, étudie à partir de 1890 à l'académie d'État des beaux-arts de Stuttgart (de) auprès de Jakob Grünenwald et de 1891 à 1898 à l'académie des beaux-arts de Karlsruhe auprès de Ernst Schurth (de), Caspar Ritter (de), Gustav Schönleber et Leopold von Kalckreuth. Dans le même temps, il étudie intensément la gravure auprès de Wilhelm Krauskopf (de) ; après que ce dernier est malade en 1898, il tient l'intérim de la classe de gravure.

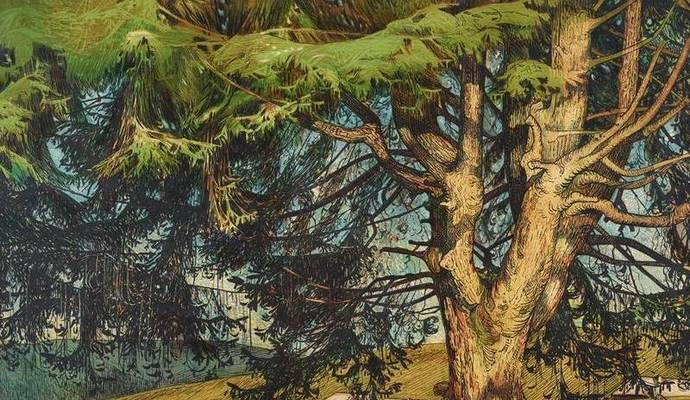
Sapins de la Forêt-Noire

En 1902, Conz devient professeur et chef de la classe de gravure à l'académie d'art de Karlsruhe et jusqu'en 1918 également professeur à l'école de peinture. En 1902 également, il commence à coopérer avec la manufacture d'État de majolique de Karlsruhe (de). Une influence de Hans Thoma est indéniable. L'artiste connaît un succès particulier dans le domaine du paysage, où il préfère créer des motifs simples, qu'il traduit en compositions claires. Conz prend sa retraite en 1933 et déménage à Überlingen sur le lac de Constance en 1935, où il meurt en 1947.